# Braník (pivo)

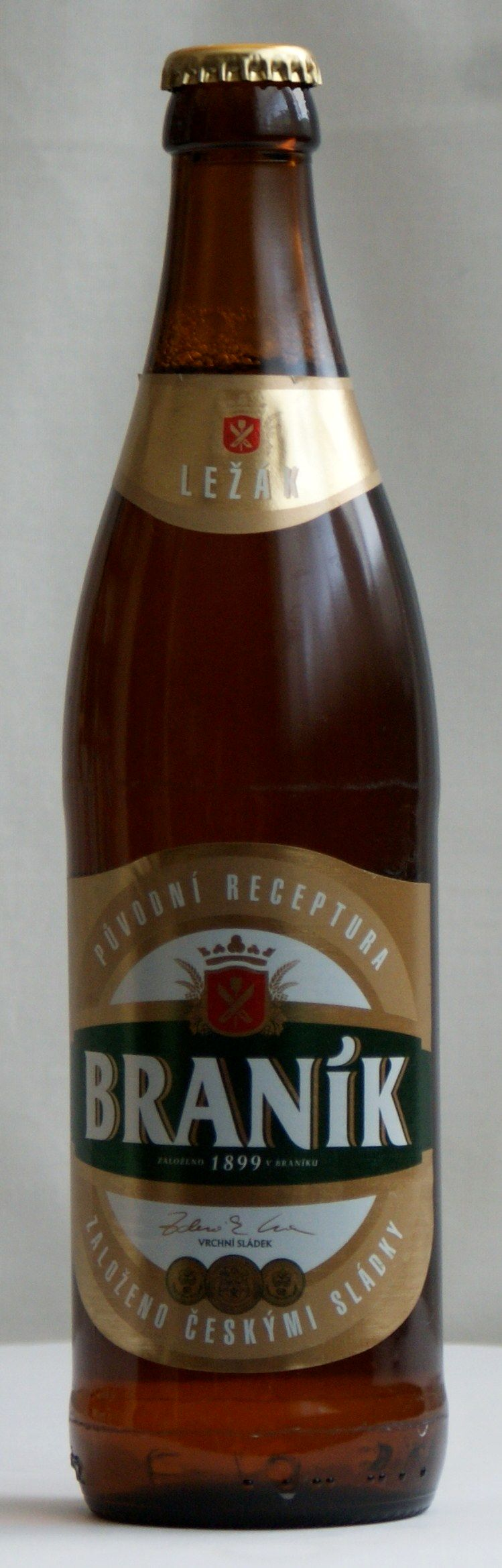
Branický ležák

Braník je značka piva vyráběná nyní pražským smíchovským pivovarem Staropramen patřícím do skupiny Pivovary Staropramen. Vyrábí se buď jako světlé výčepní pivo, anebo jako světlý ležák.

## Historie
Pivovar Braník byl založen sládky malých pražských pivovarů jako „Společenský pivovar pražských sládků“ v roce 1899. Pivo se od roku 1900 vařilo v dnes již zrušeném pivovaru Braník.
Autorem prvního výtvarného pojednání značky Braník byl Mikoláš Aleš – vychází z dobového znaku českých sladovníků, který jim, podle tradice, udělil Karel IV. Prvotní erb s atributy sladovnického řemesla, dvěma zkříženými limpami, protaženými korunkou – symbolem královské přízně, doplnila postava patrona sladovníků sv. Václava. Pražskou zvláštností je dvojice andělů, později k původnímu znaku přidaná. Mikoláš Aleš použil jako předlohu pro svoji práci cechovní praporec malostranských sladovníků, pocházející z poloviny 18. století. Aleš přijal tuto práci zejména z přátelství k některým zakládajícím pražským sládkům, znak provedl perokresbou a za své dílo obdržel symbolických 100 zlatých. Znak se následně stal ochrannou známkou pivovaru, byl proveden na štukovou desku, která je dodnes k vidění na původním místě na hvozdě sladovny pivovaru Braník.
V lednu 2007 byla veškerá výroba přesunuta do smíchovského pivovaru Staropramen. V branickém pivovaru dnes sídlí minipivovar Moucha.

## Druhy piva značky Braník
- Braník světlý - obsah alkoholu 4,1% (0,5 litru lahev sklo; 2 litry PET láhev; 0,5 plechovka; 50 litrů sud)
- Braník ležák - obsah alkoholu 5,0% (0,5 litru lahev sklo; 2 litry PET láhev (pouze řetězec Albert); 50 litrů sud)
- Braník jedenáctka - obsah alkoholu 5,0% (0,5 litru lahev sklo; 2 litry PET láhev; 0,5 plechovka; 50 litrů sud; 30 litrů sud)
- Braník Aleš - obsah alkoholu 4,5% (0,5 litru láhev sklo, 2 litry PET láhev)

Od července 2010 se Braník světlý stáčí i do dvoulitrových PET lahví, později podobně přišla i branická 11°.